# Fränkische Linie

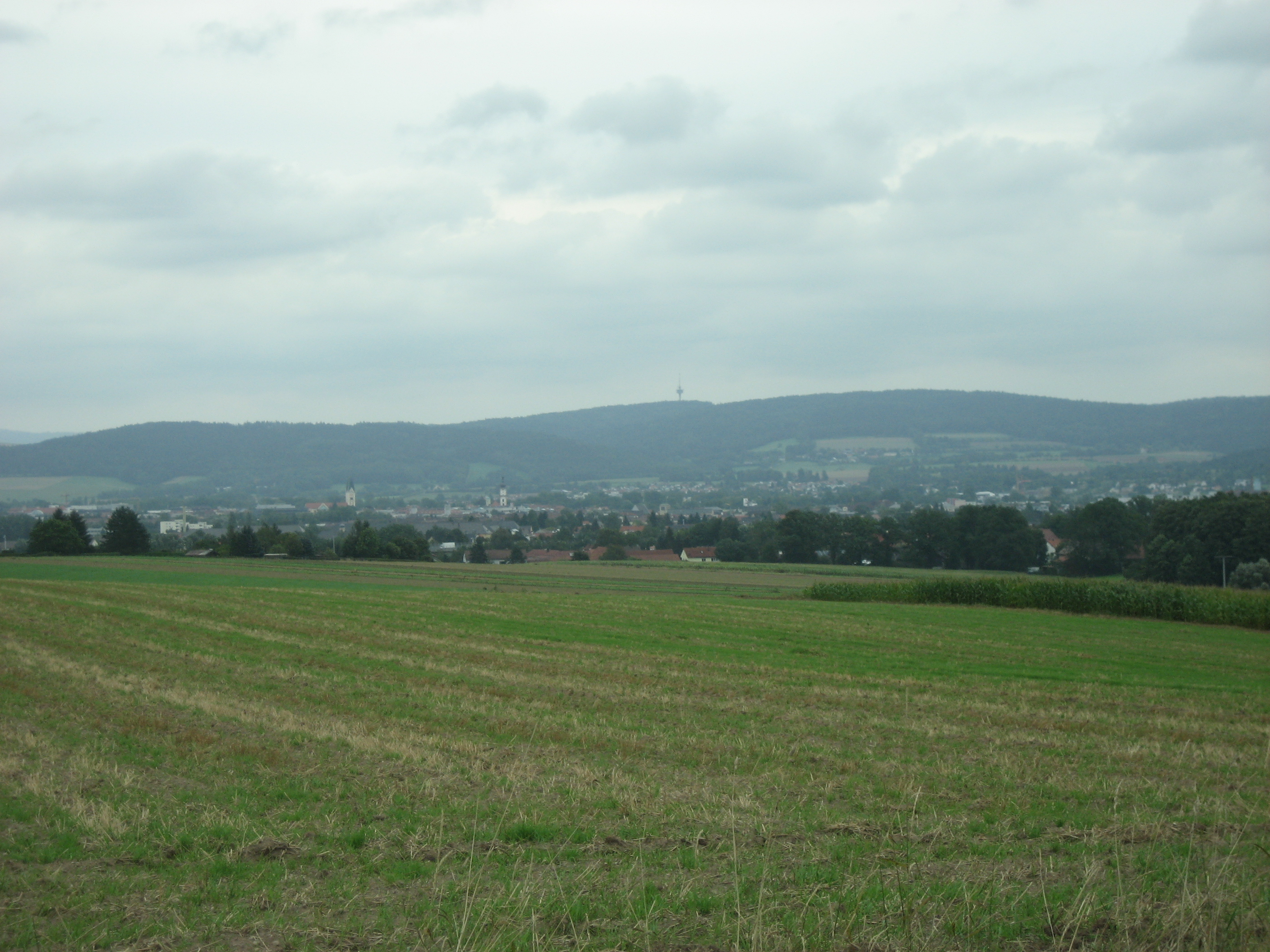
Geomorphologisch ist die Fränkische Linie zum Teil im Landschaftsbild immer noch deutlich zu erkennen. Blick auf das Weidener Becken mit dahinterliegendem Fischerberg der zum fränkischen Lineament gehört.

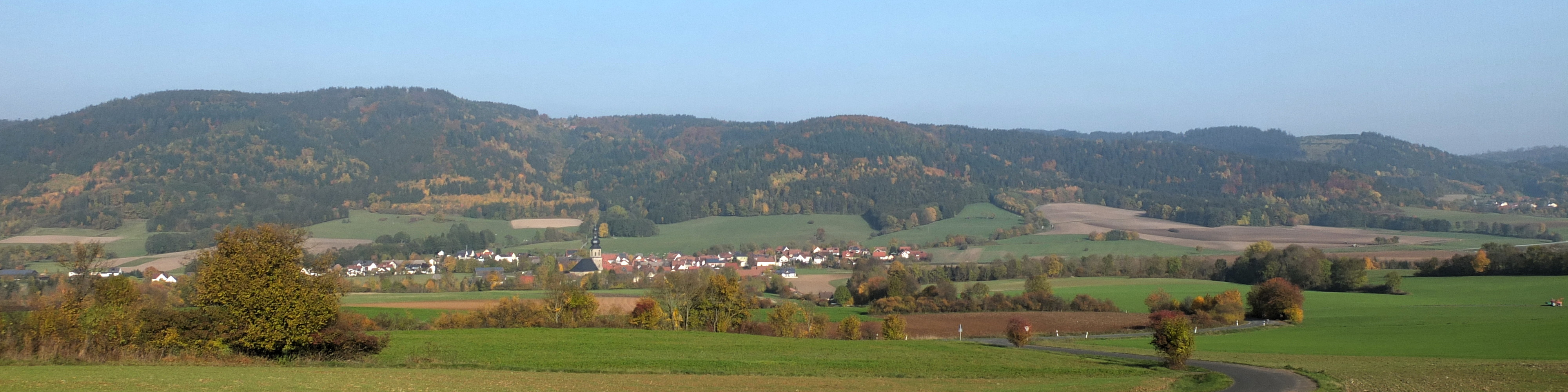
Blick auf die fränkische Linie bei Seibelsdorf mit ihrer höchsten Erhebung, der Radspitze

Die Fränkische Linie ist eine bedeutende geologische Störung in Mitteleuropa. Sie grenzt das Tafeldeckgebirge des Süddeutschen Schichtstufenlandes nach Osten und Nordosten gegen das variszische Grundgebirge des Thüringisch-Fränkisch-Vogtländischen Schiefergebirges (einschließlich der Münchberger Gneismasse), des Fichtelgebirges und des Oberpfälzer Waldes ab.
Die Fränkische Linie verläuft geografisch von Nordwesten nach Südosten von Kronach bis Weiden.
Diese Verwerfungslinie durchsetzt die gesamte Erdkruste bis in eine Tiefe von über 30 km. Entlang dieser Linie wurde das nordostbayerische Grundgebirge auf die westlich vorgelagerten Gesteine aufgeschoben und damit kräftig herausgehoben.
Die Ursache war die Bildung der Alpen.
Die Fränkische Linie mit ihrem heutigen Aufschiebungscharakter entstand bereits gegen Ende der variszischen Gebirgsbildung aus einer Reaktivierung einer noch älteren Blattverschiebung. Ihre aktivste Phase hatte sie wahrscheinlich zwischen 100 und 50 Millionen Jahren v.h., als das Vorland unter das Fichtelgebirge bzw. den Oberpfälzer Wald mit seinen variszischen Granitkörpern, prävariszischen Gneisen, paläozoischen Metasedimenten und Metabasalten geschoben wurde. Teile des Vorlandes füllten sich bereits ab dem Rotliegend mit Sedimenten, mit der Zeit vergrößerten sich durch die weitergehende Absenkung des Vorlandes gegenüber den Liefergebieten die bereits vorhandenen Becken. Neben dem vertikalen Versatz, der zwischen 1.000 m bei Wirsberg und 10.000 m in anderen Gebieten beträgt, hat sie heute wahrscheinlich eine dextrale Komponente.